# Amandine Leynaud
Amandine Suzanne Monique Leynaud (ur. 2 maja 1986 r. w Aubenas) – francuska piłkarka ręczna, reprezentantka kraju, grająca na pozycji bramkarki. Obecnie występuje w węgierskim Győri ETO KC.
Złota medalistka mistrzostw świata (2017), dwukrotnie zdobyła wicemistrzostwo świata w 2009 oraz 2011.

## Sukcesy

### Reprezentacyjne
- Igrzyska Olimpijskie:
  -  2016
- Mistrzostwa świata:
  -  2017
  -  2009, 2011
- Mistrzostwa Europy:
  -  2018
  -  2016

### Klubowe
- Liga Mistrzyń:
  -  2017–2018 (Wardar Skopje)
  -  2013–2014, 2014–2015, 2015-2016 (Wardar Skopje)
- Mistrzostwa Francji:
  -  2004–2005, 2005–2006, 2006–2007, 2007–2008, 2008–2009, 2010–2011
- Puchar Francji:
  -  2009–2010
- Mistrzostwa Macedonii:
  -  2013–2014, 2014–2015, 2015–2016, 2016–2017, 2017–2018
- Puchar Macedonii:
  -  2013–2014, 2014–2015, 2015–2016, 2016–2017, 2017–2018

## Odznaczenia
- Chevalier Orderu Legii Honorowej – 2021[2]
- Chevalier Orderu Narodowego Zasługi – 2016[3]